# Coleophora basimaculella
Coleophora basimaculella is een vlinder uit de familie kokermotten (Coleophoridae). De wetenschappelijke naam is voor het eerst geldig gepubliceerd in 1864 door Mann.
De soort komt voor in Europa.